# 증평 남하리사지 삼층석탑
증평 남하리사지 삼층석탑(曾坪 南下里寺址 三層石塔)은 충청북도 증평군 증평읍에 있는 고려시대의 삼층석탑이다. 1984년 12월 31일 충청북도의 유형문화재 제141호로 지정되었다.

## 개요
바위의 윗부분을 평평히 다듬고 네모난 받침돌을 놓아 3층의 탑신(塔身)을 올린 석탑이다.
탑신의 1·3층 몸돌은 각각 한 돌로 되어있고, 2층 몸돌은 1층 지붕돌과 한 돌로 조성되었다. 지붕돌은 밑면에 3단씩의 받침을 높게 새긴 점이 특징적인데, 네 귀퉁이의 치켜올림과 잘 어울려 안정감을 준다. 꼭대기에는 머리장식을 받치던 네모난 받침돌만 남아 있다.
각부의 양식수법으로 보아 고려시대의 것으로 추정된다.

## 같이 보기
- 증평 남하리 사지 - 충청북도 기념물 제167호

## 참고 자료
- 증평 남하리사지 삼층석탑 - 국가유산청 국가유산포털